# Ruigómez (El Tanque)
 Ruigómez es una de las entidades de población que conforman el municipio de El Tanque, en la isla de Tenerife —Canarias, España—.

## Geografía
Está situado en la carretera general Norte-Sur TF-82, alcanzando una altitud media de 760 m s. n. m. y hallándose distante 4 km del casco urbano de El Tanque.
Cuenta con diferentes infraestructuras, tales como el Centro de Educación Infantil y Primaria Pablo Díaz Martín, la iglesia parroquial de san Isidro labrador y la ermita de nuestra señora del Coromoto, un polideportivo, un tanatorio, un centro cultural, una plaza pública y un parque infantil, así como una pequeña zona recreativa.
Gran parte de su superficie se encuentra incluida en el espacio natural protegido de la reserva natural especial del Chinyero, poseyendo además una pequeña área del paisaje protegido de los Acantilados de La Culata y del sitio de interés científico de Interián.

## Demografía
Ruigómez posee a 1 de enero de 2020 una población total de 387 habitantes, tratándose de la tercera localidad municipal en población, repartiéndose esta entre 188 hombres y 199 mujeres.
Su densidad es de 54,58 hab./km².
| Año        | 2000 | 2005 | 2010 | 2015 | 2020 |
| ---------- | ---- | ---- | ---- | ---- | ---- |
| Habitantes | 456  | 438  | 443  | 380  | 387  |

## Economía
Su escasa población estuvo dedica a la agricultura de secano y a la ganadería. Sus habitantes han encontrado la salida a la escasa productividad de sus tierras en la emigración.  
Ruigómez se ha caracterizado en las últimas décadas por construir las minas de tierra, la cual, transportada en camiones, ha servido para construir explotaciones de platanera, fundamentalmente en el sur de la isla. Es un fenómeno de la valoración económica de la tierra en el municipio de El Tanque. Formándose lagunas en las épocas de lluvias en las cicatrices dejadas por estas extracciones.

## Fiestas

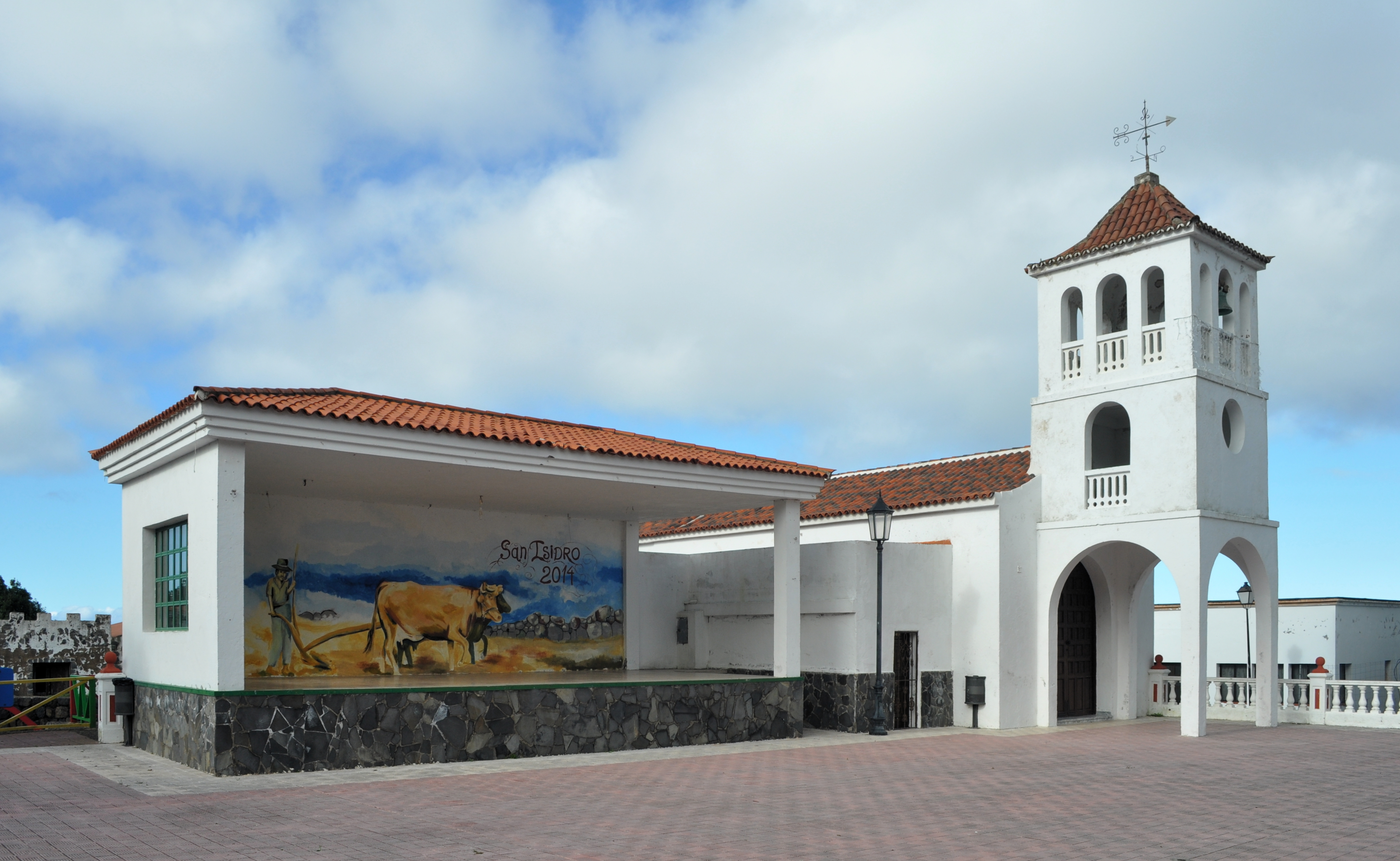
Iglesia de san Isidro labrador de Ruigómez, construida en 1964.

En la zona de Ruigómez se celebra la fiesta en honor de san Isidro labrador, así como su romería, que es a mediados del mes de mayo.

## Comunicaciones
Se accede al barrio por la carretera TF-82 de Icod de Los Vinos a Armeñime.

### Transporte público
En autobús —guagua— queda conectado mediante las siguientes líneas de TITSA:
| Línea | Trayecto                                                                | Recorrido     |
| ----- | ----------------------------------------------------------------------- | ------------- |
| 325   | Puerto de la Cruz - Acantilados de Los Gigantes (por Icod de los Vinos) | Horario/Línea |
| 392   | Icod de los Vinos - Puerto de Erjos (por El Tanque)                     | Horario/Línea |
| 460   | Icod de los Vinos - Costa Adeje (por Guía de Isora)                     | Horario/Línea |

## Lugares de interés
- Camello Center
- Miradero de Las Eras